# Rudolf Michl

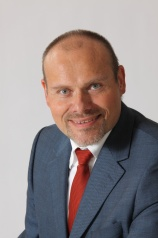
Rudolf Michl

Rudolf Michl (* 1958 in Gelnhausen) ist ein deutscher Verwaltungsjurist und Politiker (SPD). Zwischen 2010 und 2018 war er Oberbürgermeister der Stadt Crailsheim im Landkreis Schwäbisch Hall (Baden-Württemberg).

## Leben
Michl wuchs als ältestes von vier Kindern in Gelnhausen im heutigen Main-Kinzig-Kreis auf. Nach dem Wehrdienst studierte er Rechtswissenschaften und Gesellschaftswissenschaften an der Goethe-Universität in Frankfurt am Main. Nach dem zweiten juristischen Staatsexamen war er als Rechtsanwalt und Korrekturassistent an der Goethe-Universität tätig, ehe er ab 1988 im Geschäftsbereich des Bundesinnenministeriums Dozent und Fachbereichsleiter war. 1992 ging er nach Dessau, wo er verschiedene Tätigkeiten beim Regierungspräsidium Dessau übernahm. Ende 2001 wurde er Stellvertreter des Landesbeauftragten für den Datenschutz Sachsen-Anhalt. Nebenamtlich war er viele Jahre Dozent für Verwaltungsrecht an der Hochschule Harz.
Seit 1980 Mitglied der SPD, bewarb sich Michl 2007 um das Amt des Oberbürgermeisters in Balingen, unterlag allerdings Helmut Reitemann (CDU), der sich im zweiten Wahlgang mit 39,1 % der Stimmen gegen fünf Mitbewerber durchsetzte. Am 12. Oktober 2009 kandidierte Michl in Crailsheim und gewann im zweiten Wahlgang am 29. November 2009 mit 50,8 % der Stimmen. Er trat sein Amt als Crailsheimer Oberbürgermeister auf acht Jahre am 1. Februar 2010 an, die Amtseinsetzung folgte am 12. Februar 2010. Am 22. März 2017 gab er über die Regionalpresse bekannt, aus ausschließlich privaten Gründen für keine zweite Amtszeit zu kandidieren. Entsprechend endete seine Bürgermeisterschaft in Crailsheim zum 31. Januar 2018.
Michl ist verheiratet mit Eva-Maria Herz-Michl und hat zwei Töchter. 1994 bis 2006 war er Mitglied der Landessynode der Evangelischen Landeskirche Anhalt (Präsidium, Vorsitz Rechts- und Verfassungsausschuss), bis 2009 Mitglied der 10. Synode der Evangelischen Kirche in Deutschland (stv. Vorsitz Europaausschuss).